# La chica del gato (película de 1964)
La chica del gato es una película española, estrenada el 13 de enero de 1964, basada en la obra de teatro homónima de Carlos Arniches. Existen otras dos versiones cinematográficas, estrenadas, respectivamente en 1927 y 1943.

## Argumento
La azarosa vida de Guadalupe (Gracita Morales), una joven huérfana que se ve obligada a delinquir forzada por su familia de acogida. Harta de la situación, decide escapar con su gato y encuentra refugio en casa de una familia acomodada, llegando a intimar con su hija. Guadalupe descubrirá desolada, que el pretendiente de su nueva amiga es, en realidad, un farsante.
- Datos: Q5966142